# トランスバーター

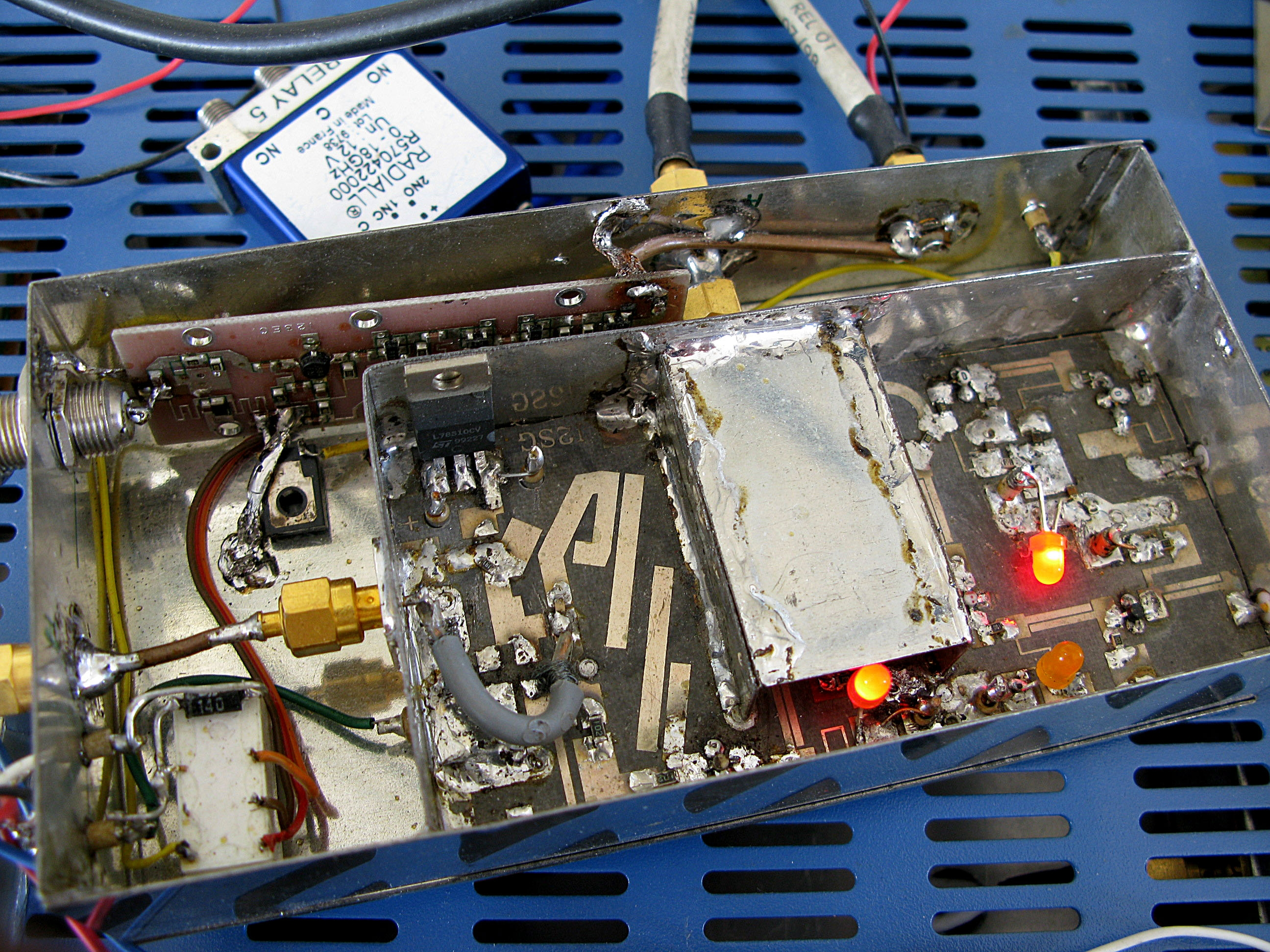
5.7GHzで運用するためのATV用のトランスバーター

トランスバーター（英語: transverter）はアップコンバーターとダウンコンバーターとがひとつになった高周波機器で、トランシーバーに接続すると、通信できる周波数の範囲を変換することができる。

## アマチュア無線での使用
アマチュア無線では、トランスバーターは、HF 帯や VHF 帯用のトランシーバーで、より高い周波数帯（マイクロウェーブ）での通信をするために利用される。このような使い方をするトランシーバーを IF radio という。無線機の回路系統において、中間周波数段（IF: intermediate frequency）の役割を果たすからである。
一般的なトランシーバーとトランスバーターとの組み合わせには次のようなものがある。50 MHz、70 MHz、144 MHz、222 MHz、430 MHz のためのトランスバーターは 28 MHz の IF radio を使用するように設計され、50 MHz、902 MHz、1296 MHz、2304 MHz、3456 MHz、5706 MHz、10,368 MHz のためのトランスバーターは 144 MHz の IF radio を使用するように設計される、等。
トランスバーターには、送受信切替スイッチが回路に組み込まれているモデルがあるのに対し、外部に送受信の切替スイッチが必要なモデルもある。外部の切り替えスイッチは、受信用プリアンプや送信用パワーアンプといった付加装置を使用する場合によく用いられる。トランスバーターは多くの場合、アンテナ・タワーに設置できるように防水加工された筐体に組み込まれていたり、伝送線路での信号損失を避けるため、できるだけアンテナの近くに取り付けられるように、アンテナを支持する機構を持っていたりする。

## 低い周波数帯での使用
トランスバーターは、トランシーバーの持つ周波数より低い周波数での通信にも使用できる。いくつかの長波の周波数帯は、世界中のアマチュア無線家、免許を受けた実験局、趣味に熱中する免許を受けない一部の人々が利用できる。こうした長波用のトランスバーターは、一般的に HF のトランシーバーを IF radio として使用する。これらのトランスバーターを違法に使用して通信する人もいる。

## トランスバーターの販売業者
トランスバーターやトランスバーターのキットを販売する著名な業者を五十音順で挙げる。
- SSB Electronics, GmbH
- Elecraft, Inc.
- Kuhne Electronic GmbH
- Down East Microwave, Inc.
- コスモウェーブ
- 東京ハイパワー
- マキ電機

かつて1980年代まで、28MHz帯の周波数から50MHz、144MHz、430MHz帯に変換するトランスバーターが、トリオ（現JVCケンウッド）や八重洲無線（現バーテックススタンダード）といった当時の大手アマチュア無線機メーカから自社製HF無線機の純正周辺機器として販売され、この構成で50MHz、144MHz、430MHz帯での通信を行っていた局も多かった。